# 村上武雄
村上 武雄（むらかみ たけお、1919年9月21日 - 1981年7月1日）は、日本の経営者。兵庫県神戸市出身。

## 経歴
1942年に神戸商科大学を卒業し、同年に東京ガスに入社。1969年9月に取締役に就任し、常務、専務、副社長を経て、1976年1月に社長に就任。エネルギー産業の近代化を推進し、1969年には東京電力と共同でアラスカ産の液化天然ガスを導入した
1979年に藍綬褒章を受章。
1981年7月1日肝不全のために死去。61歳没。